# Elisabeth Grossmann

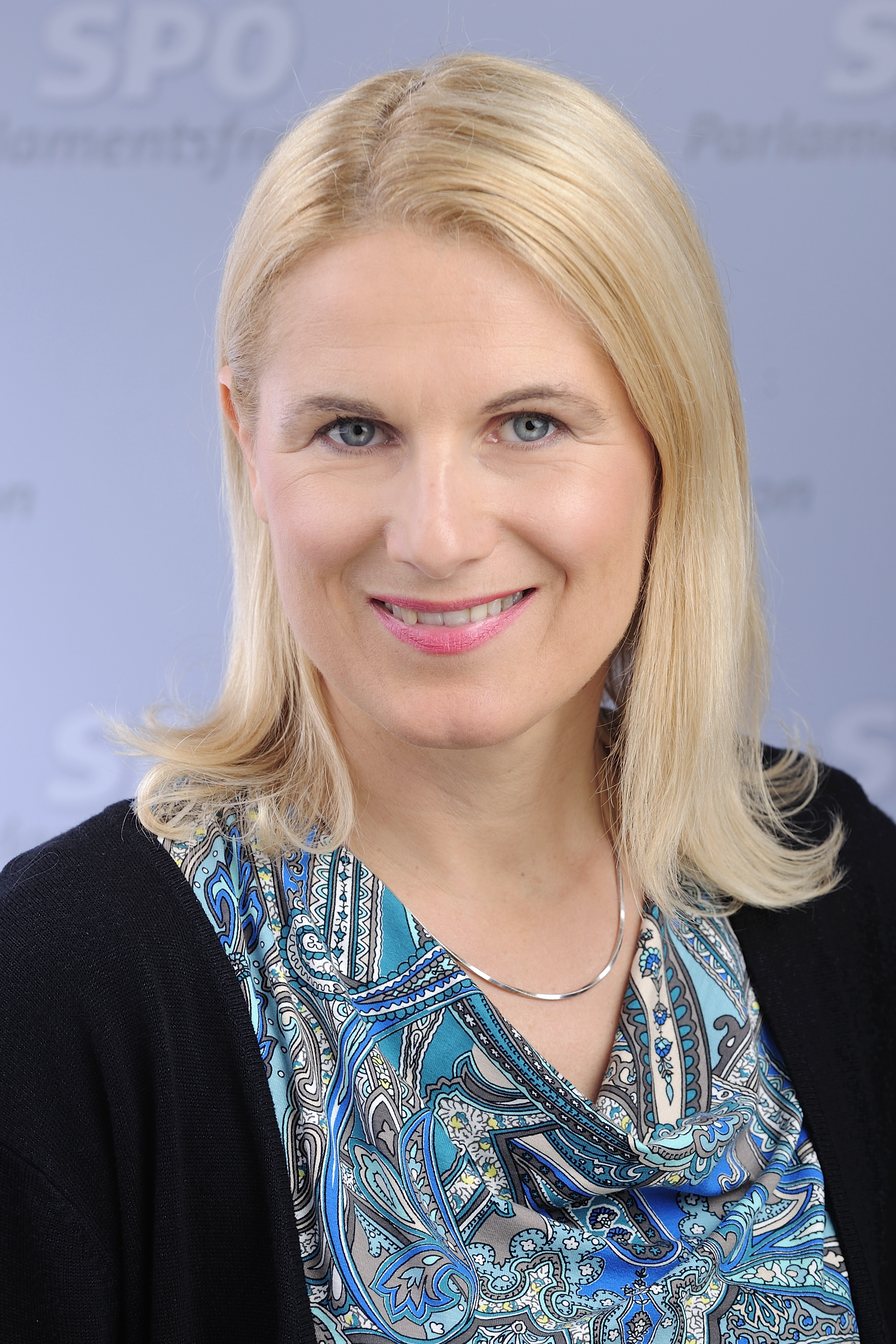
Elisabeth Grossmann

Elisabeth Grossmann é uma política austríaca do Partido Social Democrata da Áustria . Foi membro do Conselho Nacional de 2002 a setembro de 2009; posteriormente, foi reeleita em 2013.